# Cyclosa zhangmuensis
Cyclosa zhangmuensis är en spindelart som beskrevs av Hu och Li 1987. Cyclosa zhangmuensis ingår i släktet Cyclosa och familjen hjulspindlar. Inga underarter finns listade i Catalogue of Life.